# Le Gosier
Le Gosier (in italiano Il gozzo) è un comune francese di 27 051 abitanti situato sulla costa meridionale dell'isola di Grande-Terre e facente parte del dipartimento d'oltre mare di Guadalupa. Il suo territorio è suddiviso tra due cantoni.

## Monumenti e luoghi d'interesse

### Aree naturali
l'Îlet du Gosier è una piccola isola corallina di circa un chilometro di diametro, situata a qualche centinaio di metri al largo di Le Gosier.
Disabitato - l'unico edificio è un faro situato nella parte meridionale dell'isola - è una delle principali attrattive del centro balneare assieme al mare e le spiagge.

## Economia
L'economia si basa sul turismo. Le Gosier è, infatti, il più importante stabilimento balneare di Guadalupa.